# João Pedro Santos Gonçalves
João Pedro Santos Gonçalves (Beja, 15 aprile 1982) è un ex calciatore portoghese, di ruolo difensore.

## Carriera
Inizia nelle giovanili del SC Farense per poi passare nel 2001 al Desportivo Beja e successivamente al FC Maio.
Nel 2005 va in prima divisione portoghese, la Primeira Liga, passando al Naval dove in tre anni colleziona 84 presenze.
Nell'estate del 2008 passa al Belenenses dove gioca 10 gare passando, nel mercato di gennaio, al Metalurh Donec'k.